# بوب مونتغومري (ملاكم)
بوب مونتغومري (بالإنجليزية: Bob Montgomery)‏ مواليد 10 فبراير 1919 في الولايات المتحدة - الوفاة 25 أغسطس 1998 في فيلادلفيا، الولايات المتحدة، كان ملاكم أمريكي سابق صنّف ضمن فئة الوزن الخفيف. دخل قاعة مشاهير الملاكمة الدولية في 1995.

## إحصائيات
خاض خلال مسيرته 97 نزالا، فاز في 75 وتعادل في 3 وخسر في 19. فاز بالضربة القاضية في 37 نزالا.

## روابط خارجية
- بوب مونتغومري على موقع بوكس ريك (الإنجليزية) (registration required)